# خوسيه رامون رودريغيز غوميز
خوسيه رامون رودريغيز غوميز (بالإسبانية: José Ramón Rodríguez Gómez)‏ (17 يوليو 1987 بولبة في إسبانيا - ) هو لاعب كرة قدم إسباني في مركز حراسة المرمى. لعب مع إيسيخا بالومبيي وريكرياتيفو وكولتورال ليونيسا ونادي باراكالدو وCD San Roque de Lepe ‏ وSD Noja ‏ وLucena CF ‏.

## وصلات خارجية
- خوسيه رامون رودريغيز غوميز على موقع قاعدة بيانات كرة القدم.إي يو (الإنجليزية)
- خوسيه رامون رودريغيز غوميز على موقع Soccerway.com (الإنجليزية)
- خوسيه رامون رودريغيز غوميز على موقع AS.com (الإسبانية)